# Sz-7
Sz-7 – radziecki samolot-amfibia dyspozycyjno-łącznikowy z okresu II wojny światowej zaprojektowany przez biuro konstrukcyjne Wadima Szawrowa.

## Historia

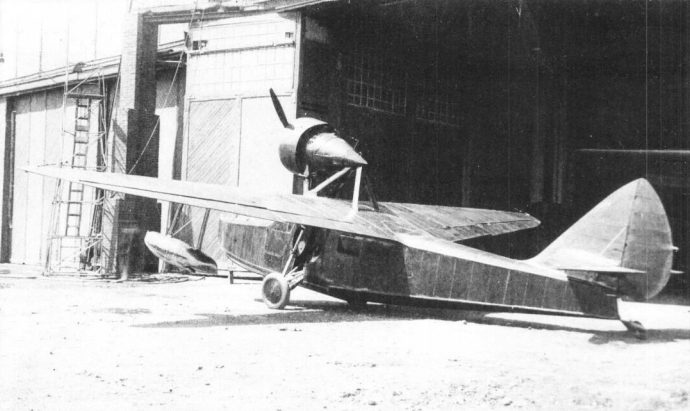
Sz-7 z wysuniętym podwoziem

W 1939 roku radziecki konstruktor Wadim Borisowicz Szawrow opracował nowy samolot-amfibię dyspozycyjno-łącznikowy, który był rozwinięciem produkowanego już podobnego wodnosamolotu Sz-2.
Samolot ten przewidywany był do utrzymywania łączności i zaopatrzenia polarnych stacji naukowo-badawczych z bazami. Po wybuchu II wojny światowej został przystosowany do celów wojskowych.
W lotnictwie wojskowym służył do przewozu rannych i transportu pilnych przesyłek. Użyto go m.in. w bitwie stalingradzkiej.

## Opis konstrukcji
Samolot-amfibia Sz-7 był górnopłatem o konstrukcji mieszanej. Kadłub łodziowy. Napęd stanowił silnik gwiazdowy zamocowany nad płatem. Podwozie kołowe – chowane w trakcie lotu.